# Ordre toscà

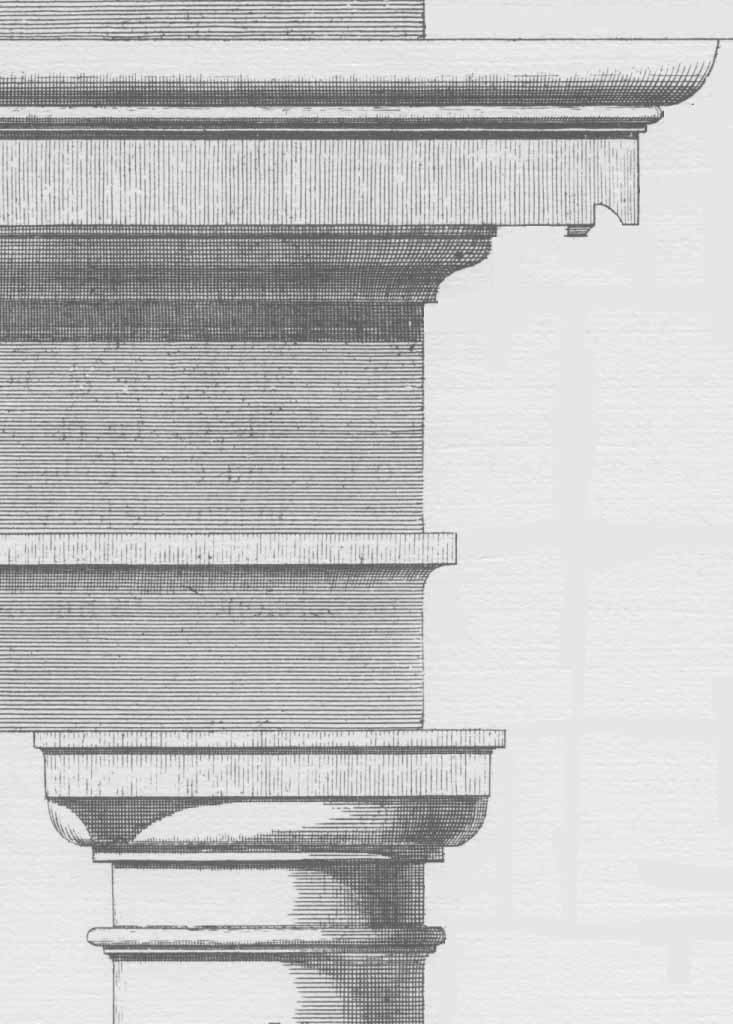
Esquema de l'ordre toscà segons Vignola

L'ordre toscà no pertany al grup dels ordres arquitectònics grecs (dòric, jònic i corinti), sinó que és l'aportació etrusca als ordres clàssics. Deriva del dòric, del qual és una simplificació, i va ser utilitzat a Etrúria en època anterior a la conquesta romana de Grècia. Posteriorment, va ser adoptat i difós pels romans. Amb el pas del temps, atès que els arquitectes renaixentistes coneixien molt millor l'art romà que no pas el grec, l'ordre toscà també va ser molt habitual des del segle xv (molt més que l'ordre dòric que, pràcticament, era desconegut i no va ser recuperat fins al neoclassicisme).
Es caracteritza per les peculiaritats següents:
- La columna toscana, a diferència de la dòrica grega, recolza sobre una basa (i aquesta, sobre un podi).
- El fust és de secció circular, normalment llis. La grandària total de la columna sol ser de catorze mòduls, i n'és de dotze el del fust. El seu diàmetre no és constant, sinó que va augmentant fins a produir un lleuger bombament o èntasi, decreixent després cap a l'extrem superior.
- El capitell està integrat per tres peces, totes aquestes llises:

- L'àbac és una peça prismàtica semblant a un tauler de planta quadrada que suporta directament sobre si l'estructura horitzontal de l'edifici.
- L'equí, la geometria del qual és la d'una figura convexa de revolució, s'expandeix cap a la part superior amb un sentit de transició entre les dimensions de l'extrem del fust i les de l'àbac més gran.
- El collarí, tambor cilíndric intercalat entre l'equí i el fust, a manera de prolongació i separat d'aquest per una motlura horitzontal.

| Porxo d'ordre toscà, sense podi però amb entaulament | \| Ordre complet 17 + ½ m \| Entaulament 3 + ½ m \| Cornisa \| {\displaystyle 1+{2 \over 6}{\mbox{m}}} \| \| Ordre complet 17 + ½ m \| Entaulament 3 + ½ m \| Fris \| {\displaystyle 1+{1 \over 6}{\mbox{m}}} \| \| Ordre complet 17 + ½ m \| Entaulament 3 + ½ m \| Arquitrau \| 1 m \| \| Ordre complet 17 + ½ m \| Columna 14 m \| Capitell \| 1 m \| \| Ordre complet 17 + ½ m \| Columna 14 m \| Fust \| 12 m \| \| Ordre complet 17 + ½ m \| Columna 14 m \| Basa \| 1 m \| |           |                                         |
| Ordre complet 17 + ½ m                               | Entaulament 3 + ½ m | Cornisa   | {\displaystyle 1+{2 \over 6}{\mbox{m}}} |
| Ordre complet 17 + ½ m                               | Entaulament 3 + ½ m | Fris      | {\displaystyle 1+{1 \over 6}{\mbox{m}}} |
| Ordre complet 17 + ½ m                               | Entaulament 3 + ½ m | Arquitrau | 1 m                                     |
| Ordre complet 17 + ½ m                               | Columna 14 m | Capitell  | 1 m                                     |
| Ordre complet 17 + ½ m                               | Columna 14 m | Fust      | 12 m                                    |
| Ordre complet 17 + ½ m                               | Columna 14 m | Basa      | 1 m                                     |

- L'entaulament està compost per:

- L'arquitrau, una espècie de biga grossa i llisa que recorre tota l'alineació de columnes.
- El fris, banda horitzontal llisa de la mateixa aparença que l'arquitrau i separada d'aquest per un llistell.
- La cornisa remata l'ordre, formant un ixent que generalment conté una motlura de tipus cimaci.